# القاعدة الجوية الخامسة (ولادملوك)
القاعدة الجوية الخامسة هو دُوَّار يقع بجماعة دار بلعماري، إقليم سيدي سليمان، جهة الرباط سلا القنيطرة في المملكة المغربية. ينتمي الدوّار لمشيخة ولادملوك التي تضم 9 دواوير. يقدر عدد سكانه بـ 2203 نسمة حسب الإحصاء الرسمي للسكان والسكنى لسنة 2004.

## روابط خارجية
- البوابة الوطنية للجماعات الترابية
- المندوبية السامية للتخطيط